# Sankt-Jodok-Ritt

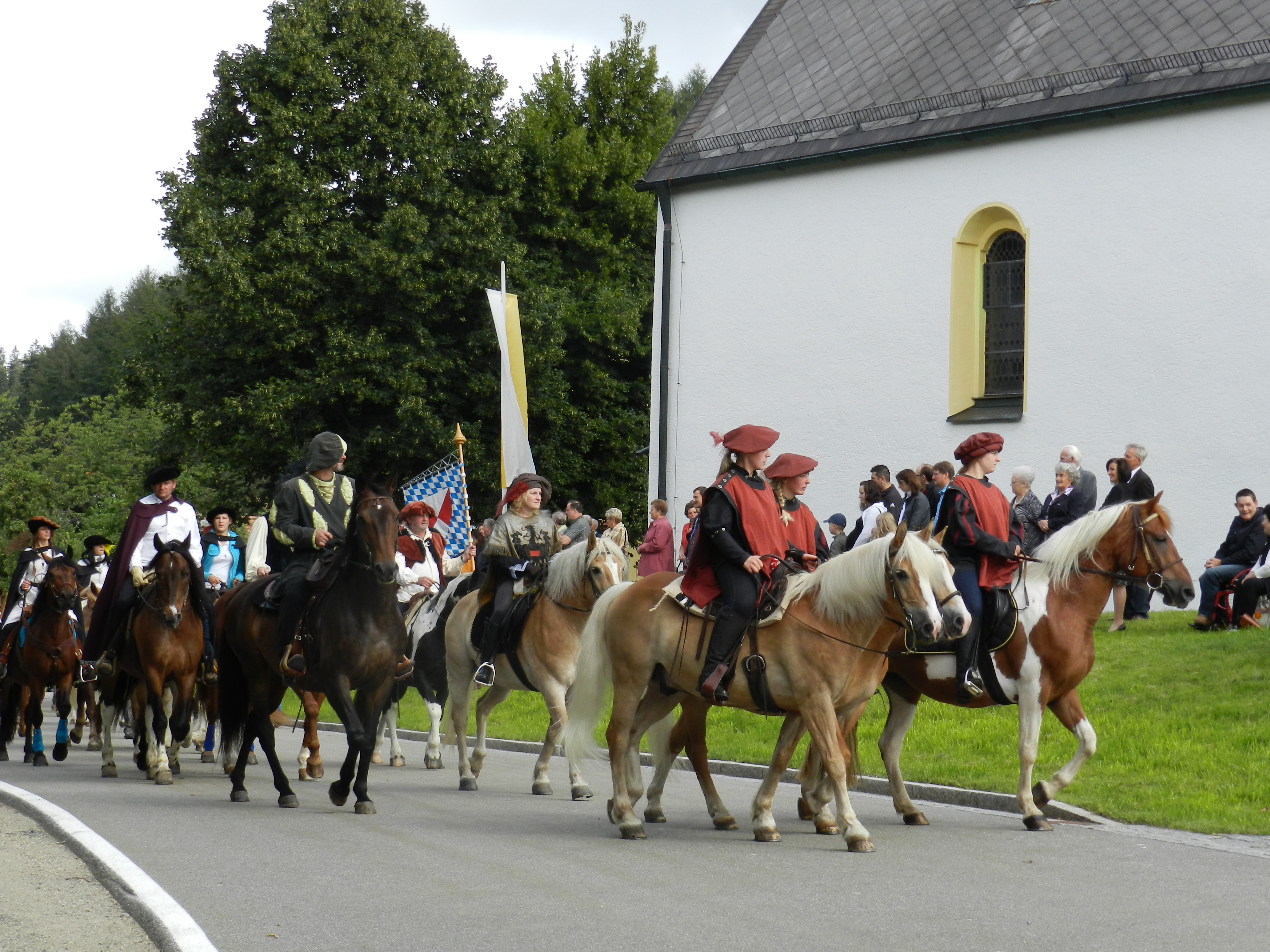
St.-Jodok-Ritt in Tännesberg (2011)

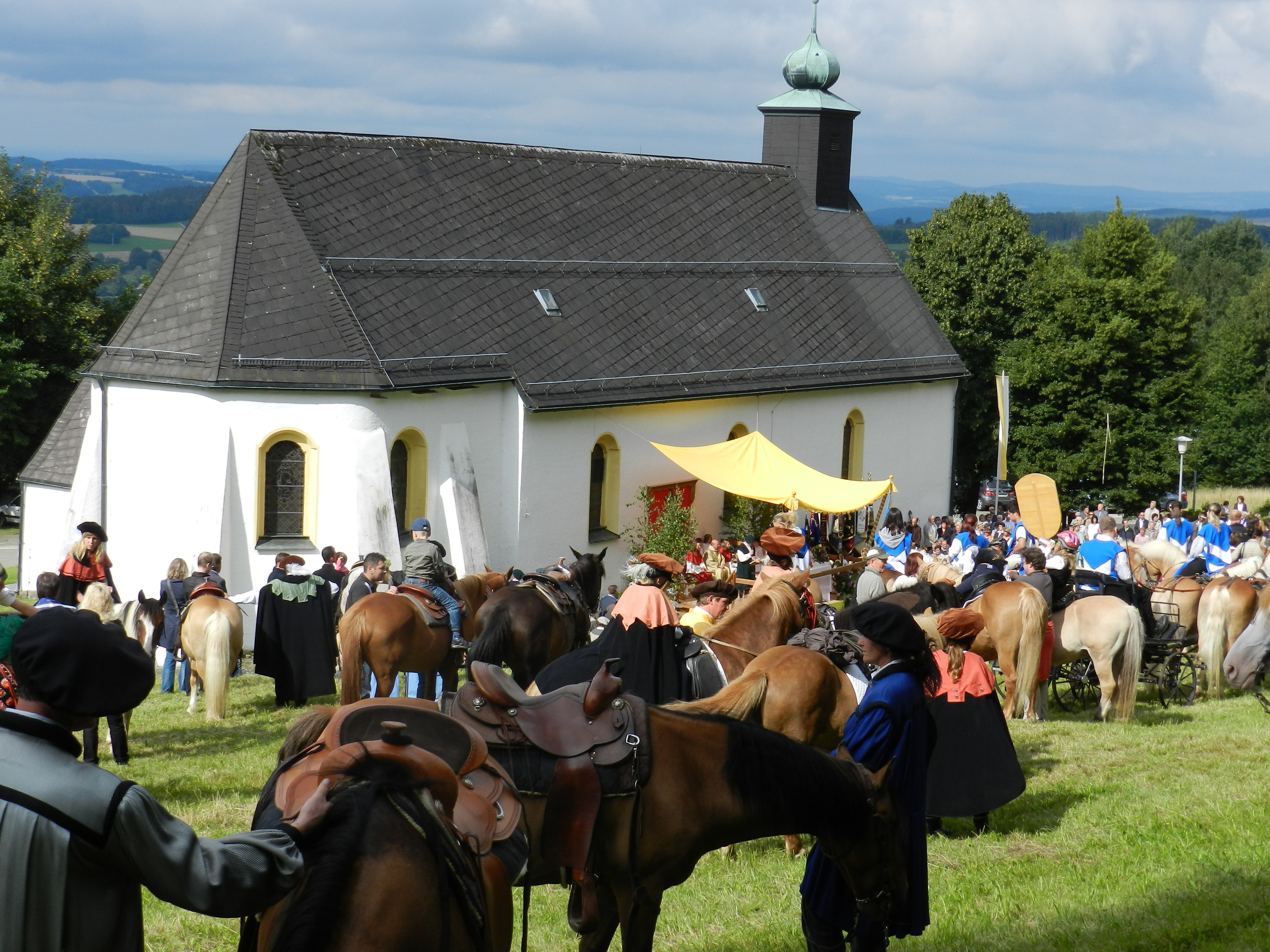
Abschlussgottesdienst an der St.-Jodok-Kirche

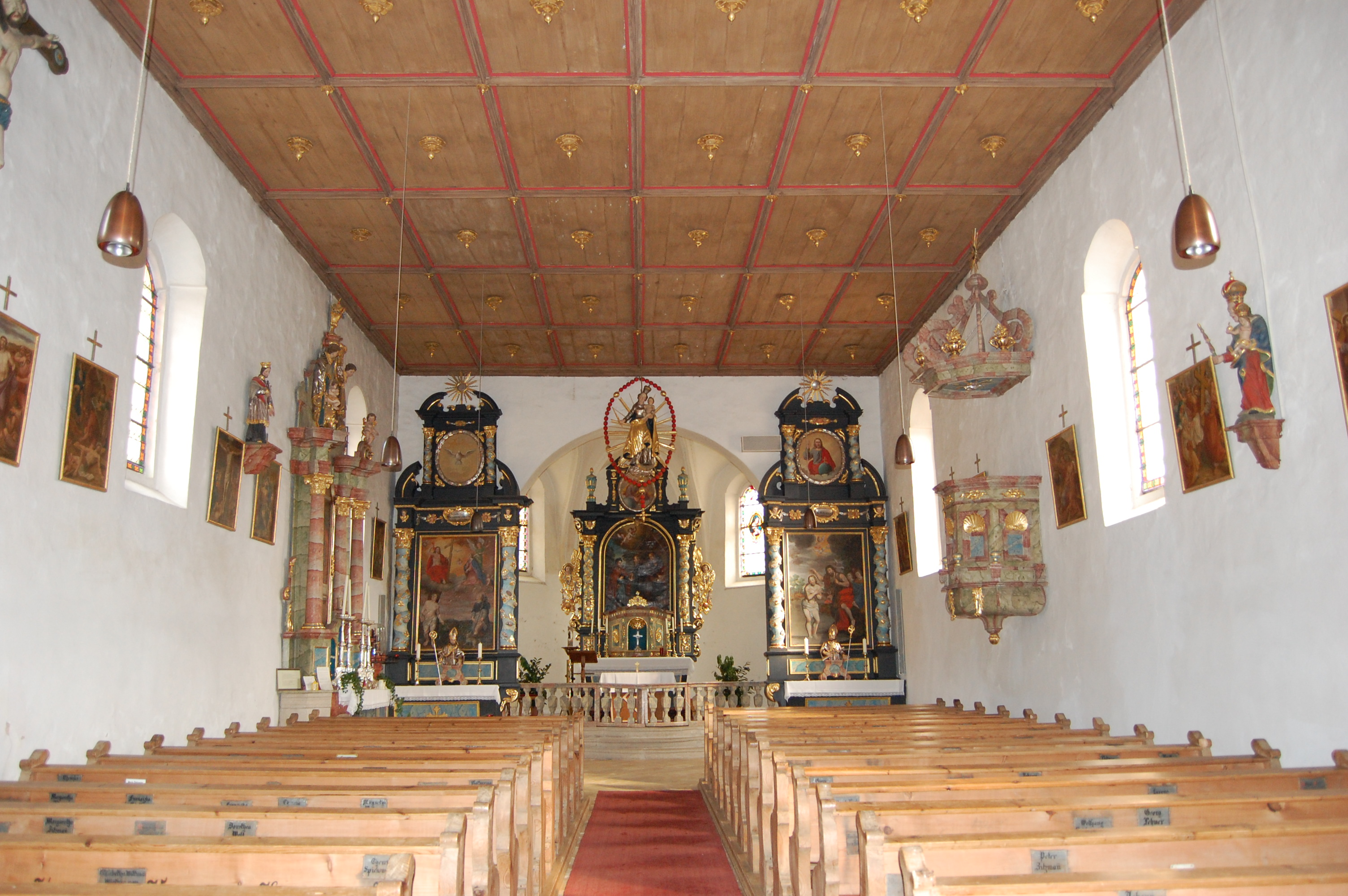
Innenansicht St.-Jodok-Kirche

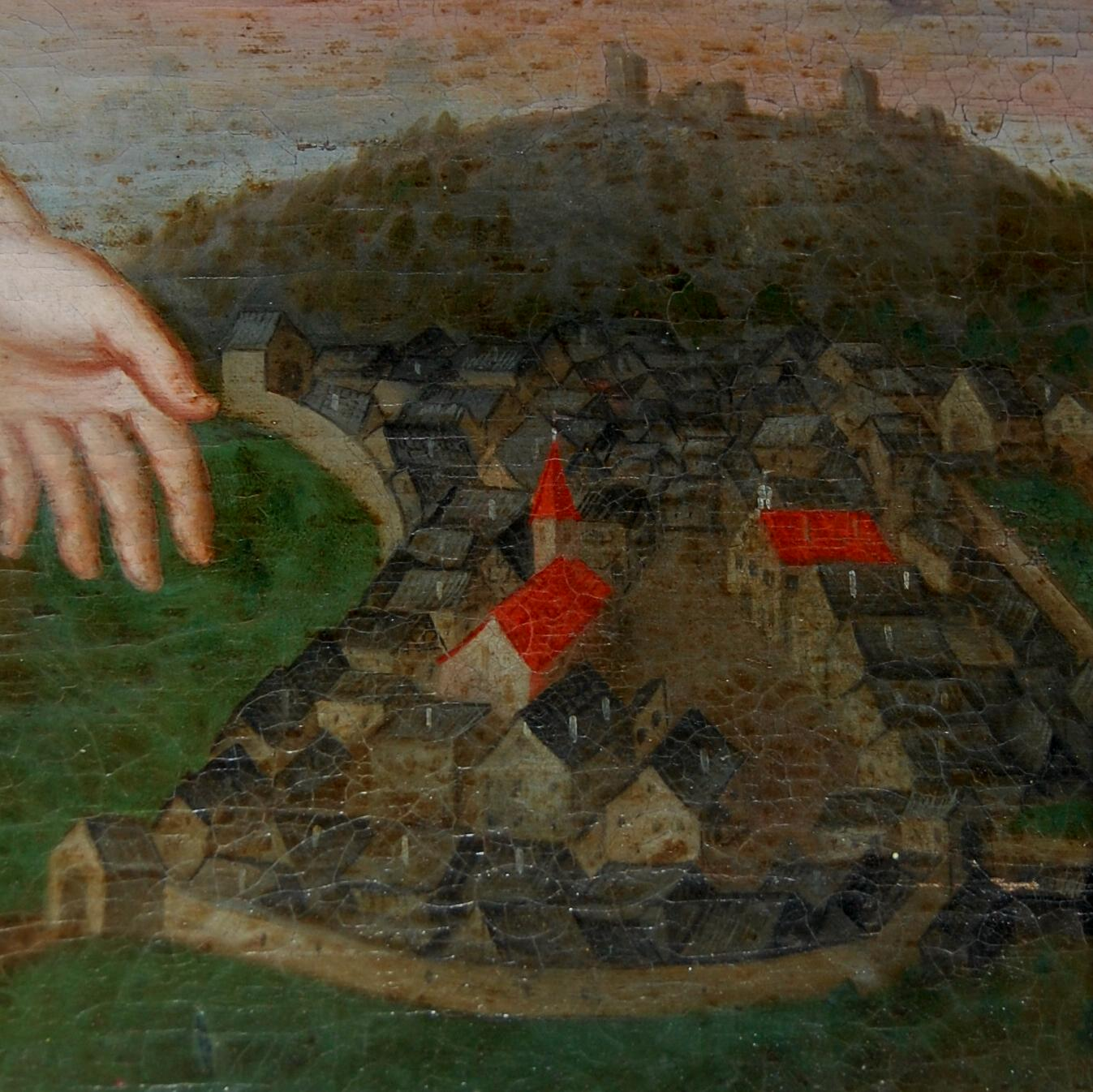
Tännesberg 1680

Der St.-Jodok-Ritt in Tännesberg im Landkreis Neustadt an der Waldnaab ist eine Pferdewallfahrt, die immer am vierten Wochenende im Juli stattfindet. Es ist die zweitgrößte Pferdewallfahrt in Bayern.

## Geschichte

### Wallfahrt zum heiligen Jodokus
Am Eingang des Tännesberger Waldes steht auf der linken Seite die Wallfahrtskirche St. Jodok. Schon seit ihrem Bau im Jahre 1019 pilgerten Bauern aus der Umgebung zum heiligen Jodokus, einem bretonischen Einsiedler des 7. Jahrhunderts, der im Hochmittelalter große Verehrung genoss. Sie suchten Hilfe gegen Krankheiten und Seuchen. Nachdem die Kirche im Dreißigjährigen Krieg (1618–1648) zerstört worden war, konnte sie 1689 in der heutigen Form geweiht werden. Auf dem Hochaltarbild ist das Einsiedlerleben des heiligen Jodokus dargestellt.
Auf dem Altarbild des linken Seitenaltars erkennt man zwischen den beiden Pestheiligen Sebastian und Rochus eine Ansicht von Tännesberg aus dem Jahre 1680. Das Wiener Pestkreuz aus dem Jahre 1690 zeigt, wie bekannt der Wallfahrtsort Tännesberg im Mittelalter war. Als in diesem Jahr die Pest in Wien ausbrach, machten sich Pilger auf den Weg, um Hilfe zu erbitten. Kaum angekommen, erhielten sie die Nachricht, dass die Pest aufgehört habe. Aus Dankbarkeit ließen die Pilger dieses Prozessionskreuz zurück.
In den 1950er-Jahren drohte die Kirche langsam zu zerfallen. Durch großzügige Spenden und viele Hand- und Spanndienste gelang es, das Gotteshaus zu renovieren. Am Kirchweihfest 1976 wurde Sankt Jodok wieder geweiht.

### Entstehung des St.-Jodok-Rittes
Im Jahre 1796 hatte eine Viehseuche mit verheerenden Folgen den Markt Tännesberg heimgesucht. In kürzester Zeit raffte sie um die 200 Tiere dahin. In dieser fast aussichtslosen Situation pilgerten die Menschen zur Jodokkirche in Tännesberg. Leonhard Paritus (Zeugmacher) brachte nach Ausbruch der Krankheit die erste Kuh durch. Nach und nach verschwand die Seuche. Das war die Geburtsstunde des Jodokrittes.
Die Tännesberger Bürger gelobten, zur Wallfahrtskirche St. Jodok zu ziehen. Bis zum Jahre 1866 wurde das Gelübde erfüllt. Aus bisher nicht geklärten Gründen kam es dann aber zu einem Verbot des Jodokritts.
Im Jahre 1950 lebte die Tradition unter Geistlichem Rat Friedrich Reichl und Heimatpfleger Karl Eckl wieder auf.

## Ablauf

### Eucharistische Prozession
Der Jodokritt ist heute eine eucharistische Prozession zu Pferd und zu Fuß am Sonntagvormittag des Festwochenendes. Der Zug stellt sich im Ortskern von Tännesberg auf und zieht dann zu der etwa zwei Kilometer entfernten St.-Jodok-Kirche außerhalb des Ortes. Unterwegs wird gebetet und gesungen. Der Fanfarenzug der Kolpingsfamilie Tännesberg führt den Zug an. Das Allerheiligste in der Monstranz wird auf einem vier- oder sechsspännig gezogenen, geschmückten Wagen mitgeführt, auf dem auch der Priester mitfährt. Am Zielort wird eine Heilige Messe im Freien an der Jodokuskirche gefeiert, die Pferde werden gesegnet, und anschließend zieht die Prozession nach Tännesberg zurück, wo in der Michaelskirche der Schlusssegen erteilt wird.
Der Zug besteht aus Themengruppen zu Pferd, die Elemente aus der Geschichte und der Bedeutsamkeit des Rittes darstellen:
Dazu kommen private Reiter oder Reitergruppen und Kutschen verschiedener Art. Ferner gehen Abordnungen der örtlichen Vereine (Schützenverein, Feuerwehr) zu Fuß mit, auf den Wagen mit dem Allerheiligsten folgen die Kommunionkinder des jeweiligen Jahres. Den Abschluss der Prozession bilden Gläubige zu Fuß.

### Themengruppen
1. Kreuzritter und Fahnenreiter: die Paulsdorfer, einstige Burgherren von Tännesberg (schwarze Kleidung mit Kreuz und Fahnen)
2. Georgenritter: Symbol der Standhaftigkeit (weißer Umhang)
3. Martinsritter: in Erinnerung an den heiligen Martin, Symbol für Großzügigkeit (blauer Umhang)
4. Feuerritter: Tännesberg wurde von drei großen Brandkatastrophen heimgesucht (1726/1796/1826) (roter Umhang).
5. Wappenritter: Die Paulsdorfer dienten ihrem Landesherren (mit bayerischem Wappenschild).
6. Pestritter: Sie erinnern an die Pest, die in Tännesberg mehrmals ausbrach (Kettenhemden und schwarzer Umhang).
7. Marktrichter / Marktschreiber: Verleihung der Marktrechte an Tännesberg im Jahre 1412 (schwarze Haube mit Marktstandarte)
8. Heroldsreiter: Sie überbrachten in früheren Zeiten Nachrichten und Meldungen (bunte Baretts, Wams in roter Farbe).
9. Weitere Reiter: Bürger und Bauern von Tännesberg
10. Pilgerzug mit Kreuz: zur Erinnerung an die Pilger, die zur Kirche St. Jodok in Tännesberg pilgerten.

### Weltliches Fest
Am Samstagnachmittag und -abend des Festwochenendes sowie nach Ende des Kirchenzuges am Sonntagmittag findet ein weltlicher Teil statt. Dazu gehören ein mittelalterliches Markttreiben und ein historischer Festzug zu Pferde am Sonntagnachmittag. Veranstalter sind der Markt Tännesberg und der Förderverein St. Jodokritt. Die historischen Kostüme werden überwiegend durch den Förderverein gepflegt und ausgegeben. Für auswärtige Teilnehmer an den Ritten werden Unterstellmöglichkeiten, Wasser und Futter für die Pferde bereitgestellt. Am Sonntag vor dem Festwochenende gibt es ein Kirchenkonzert in der Tännesberger Pfarrkirche St. Michael.
Die Gestaltung des Festes ist örtlich in die Diskussion geraten. Kritiker bemängeln, dass der religiöse Charakter des Brauchtums von einem allzu dominanten weltlichen Fest, etwa mit Western-Music-Elementen, beeinträchtigt werden könnte.

## Bildergalerie

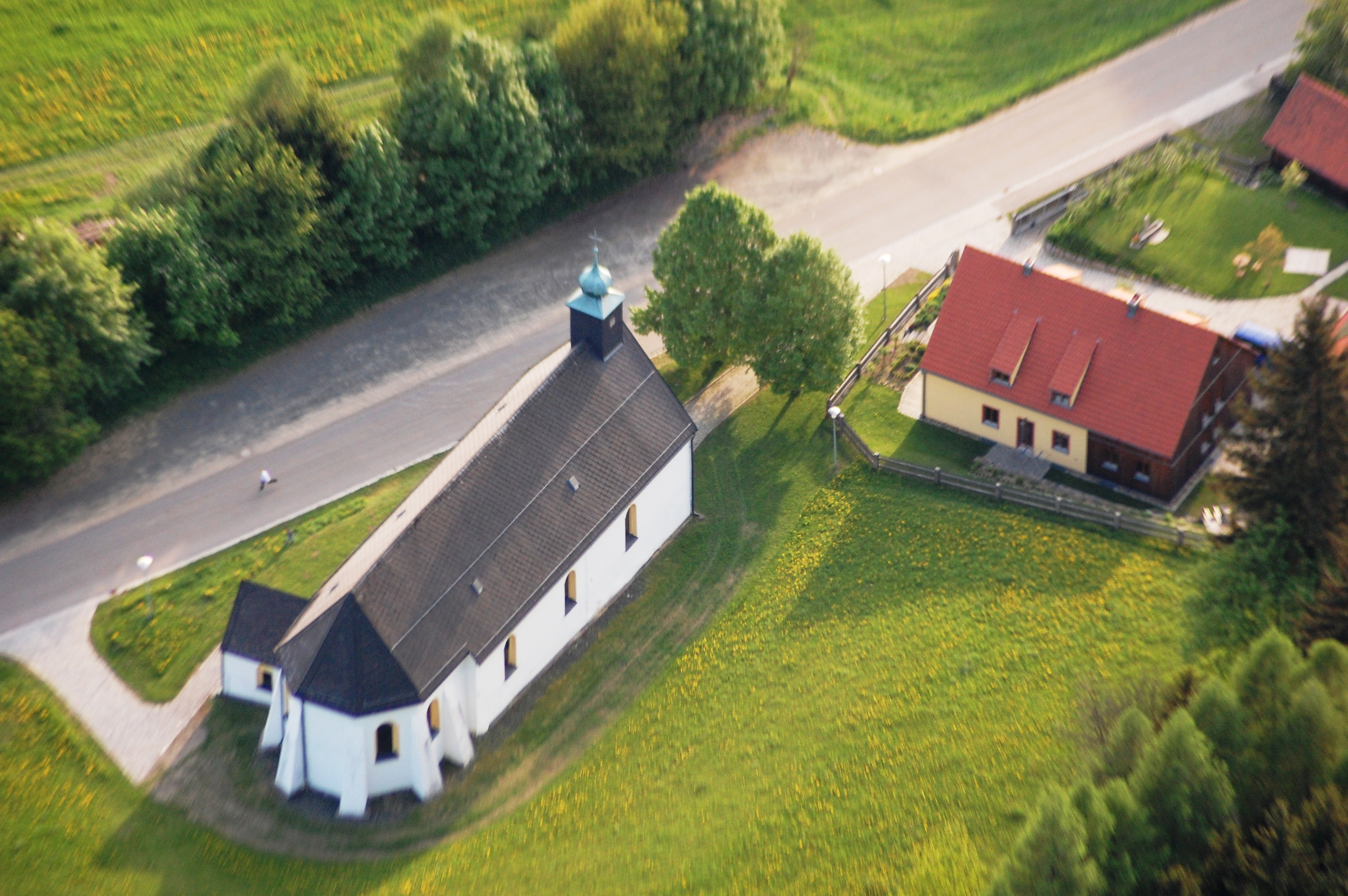
St.-Jodok-Kirche (2009)
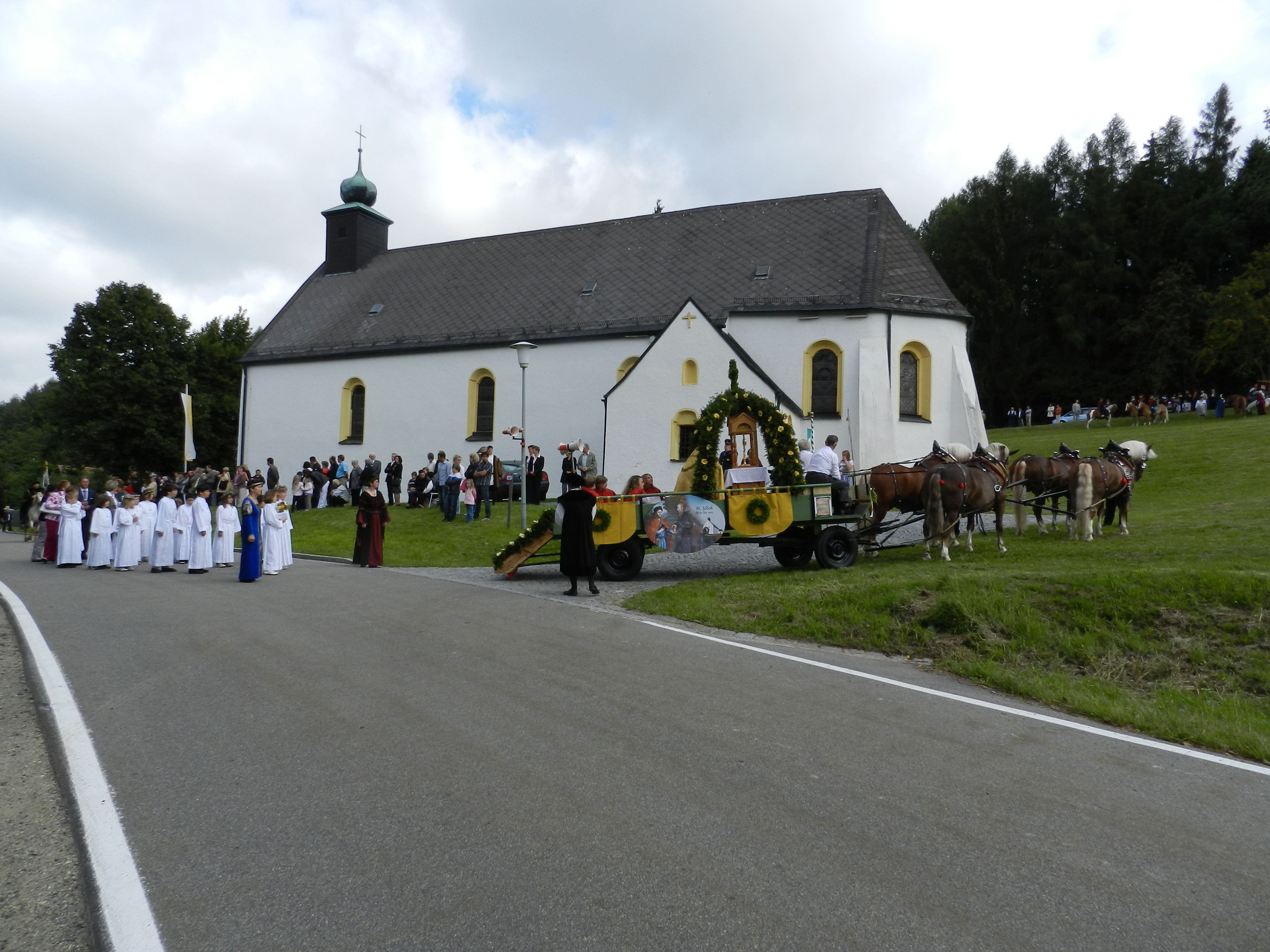
St.-Jodok-Ritt in Tännesberg (2011)
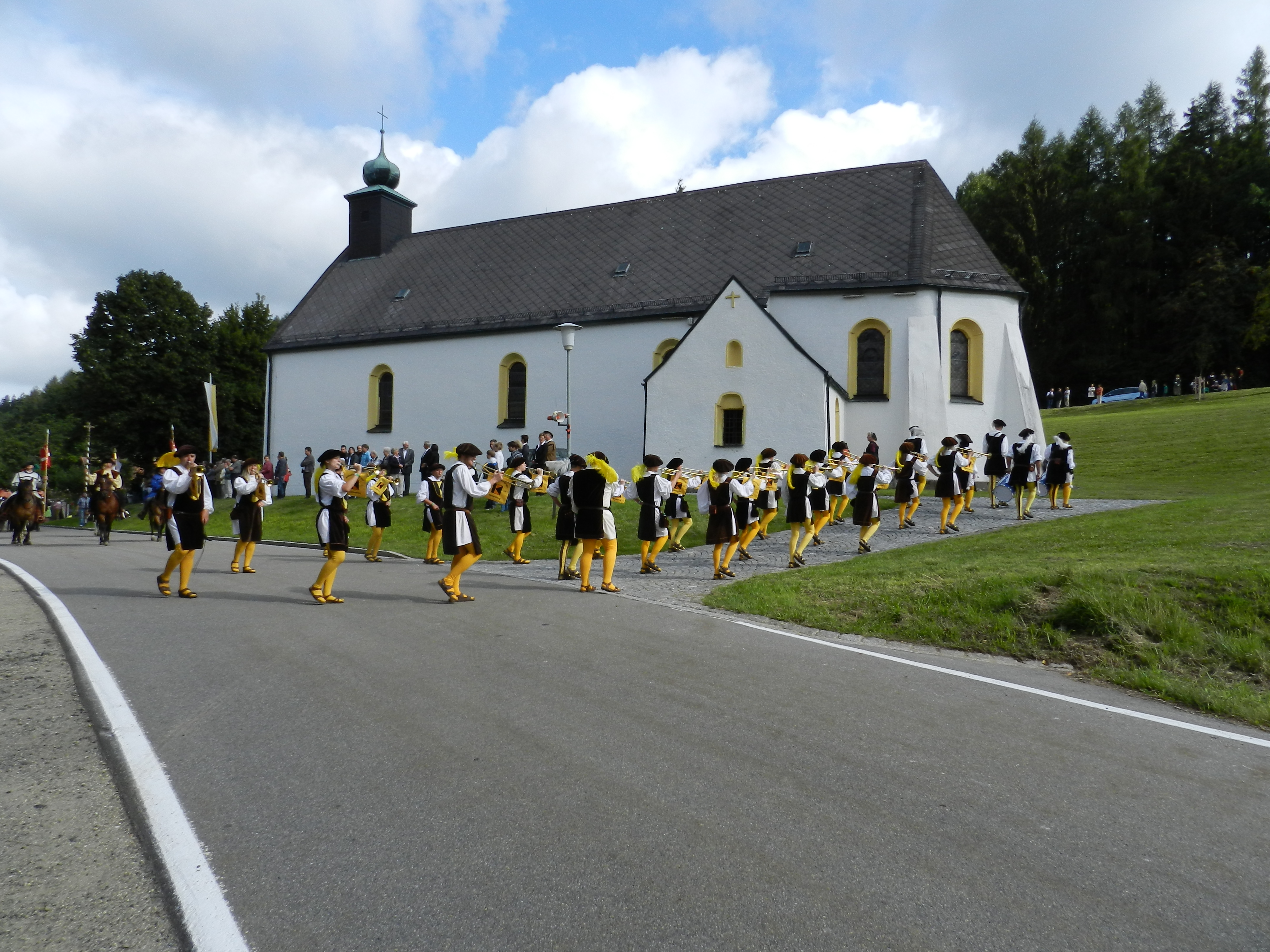
Jodokritt (2011)
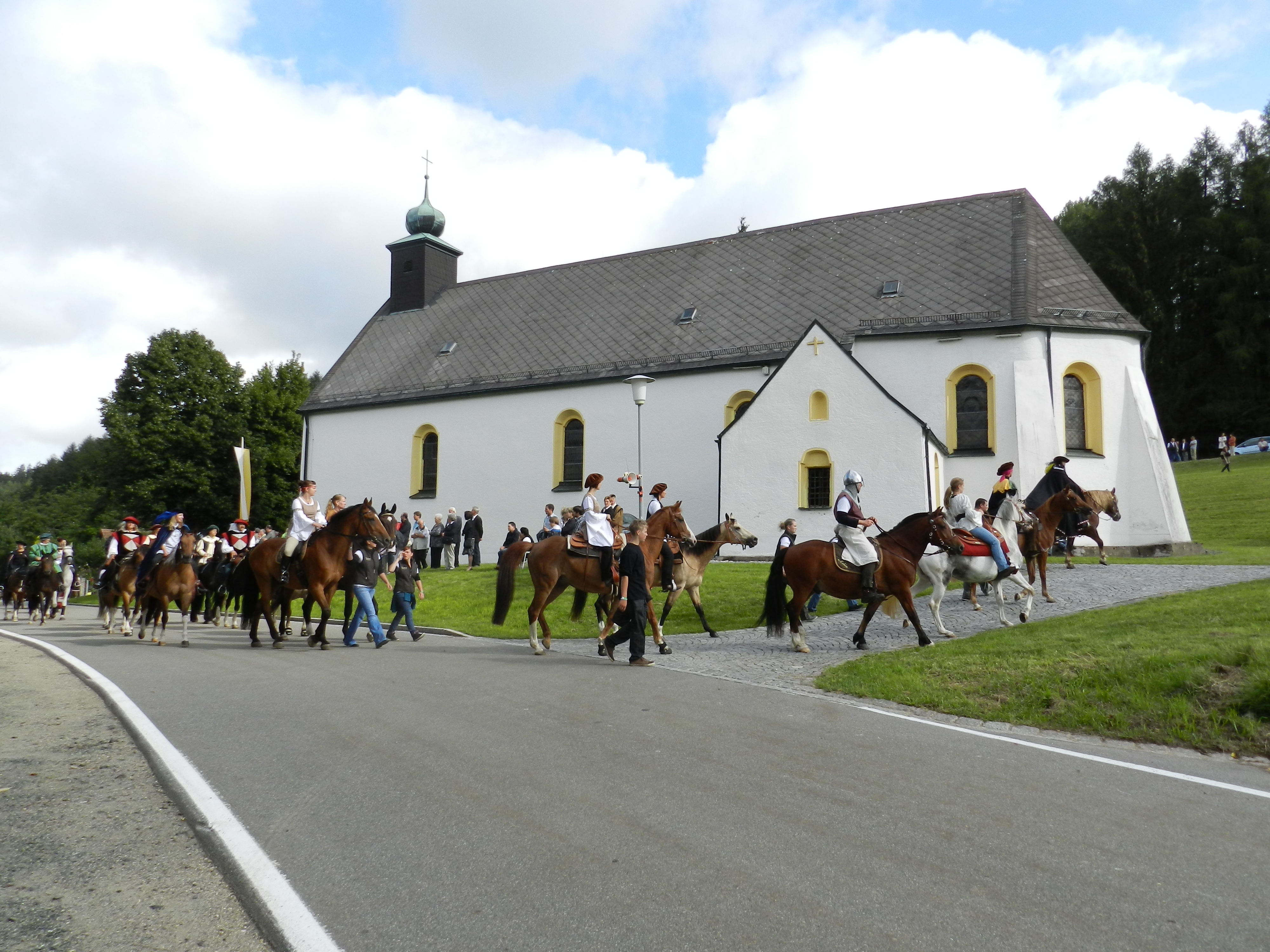
Jodokritt (2011)
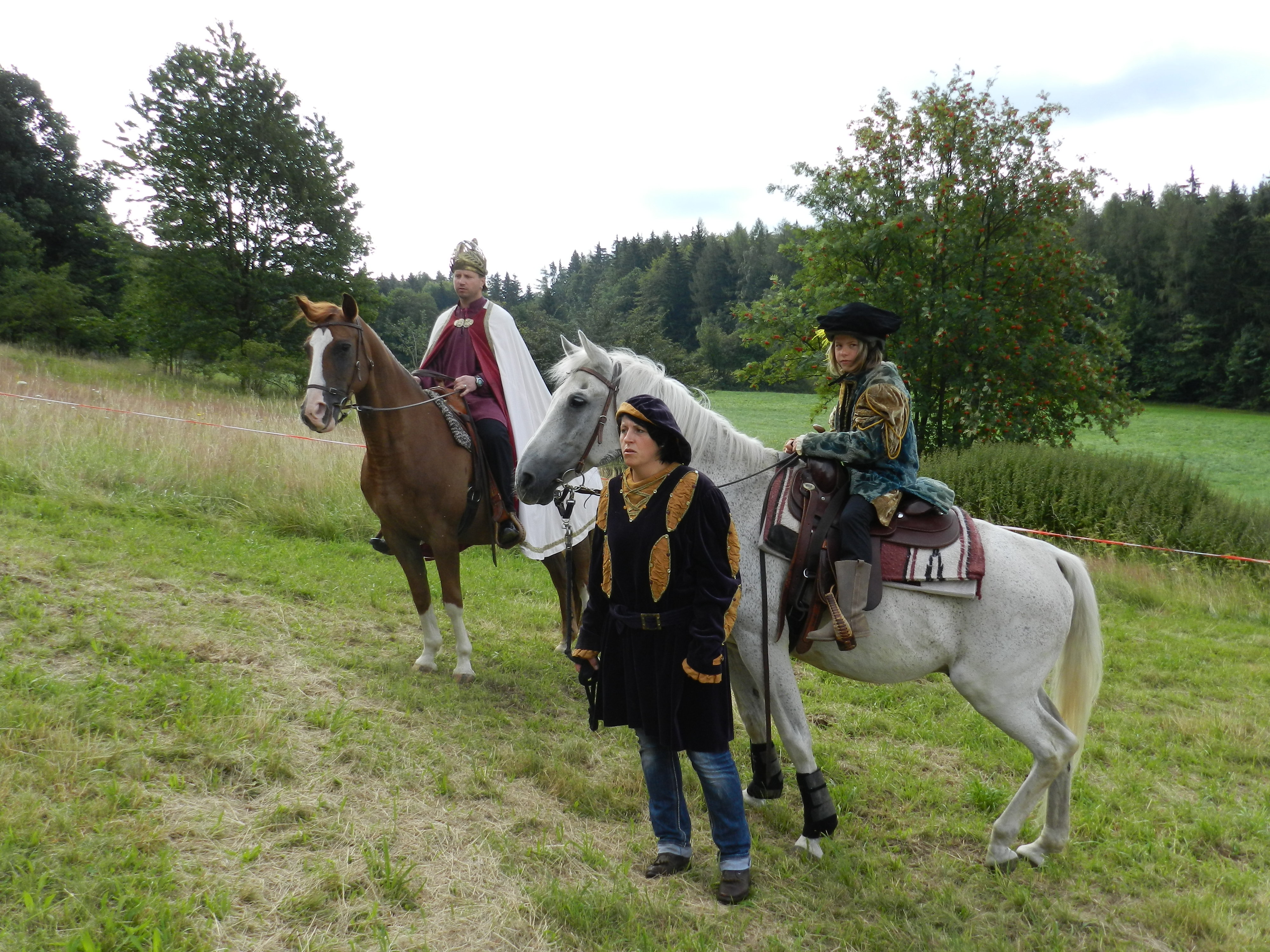
Jodokritt (2011)
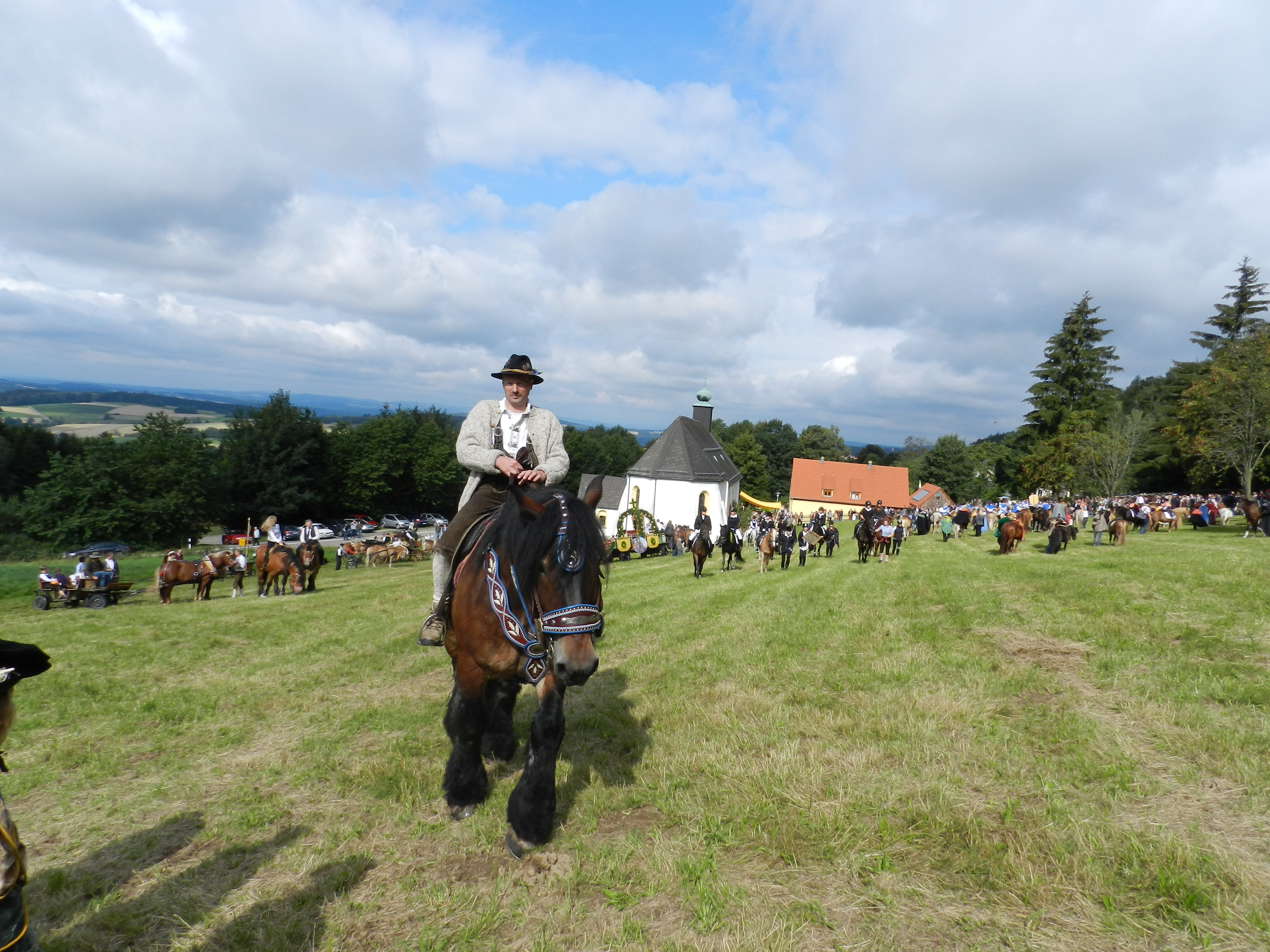
Jodokritt (2011)
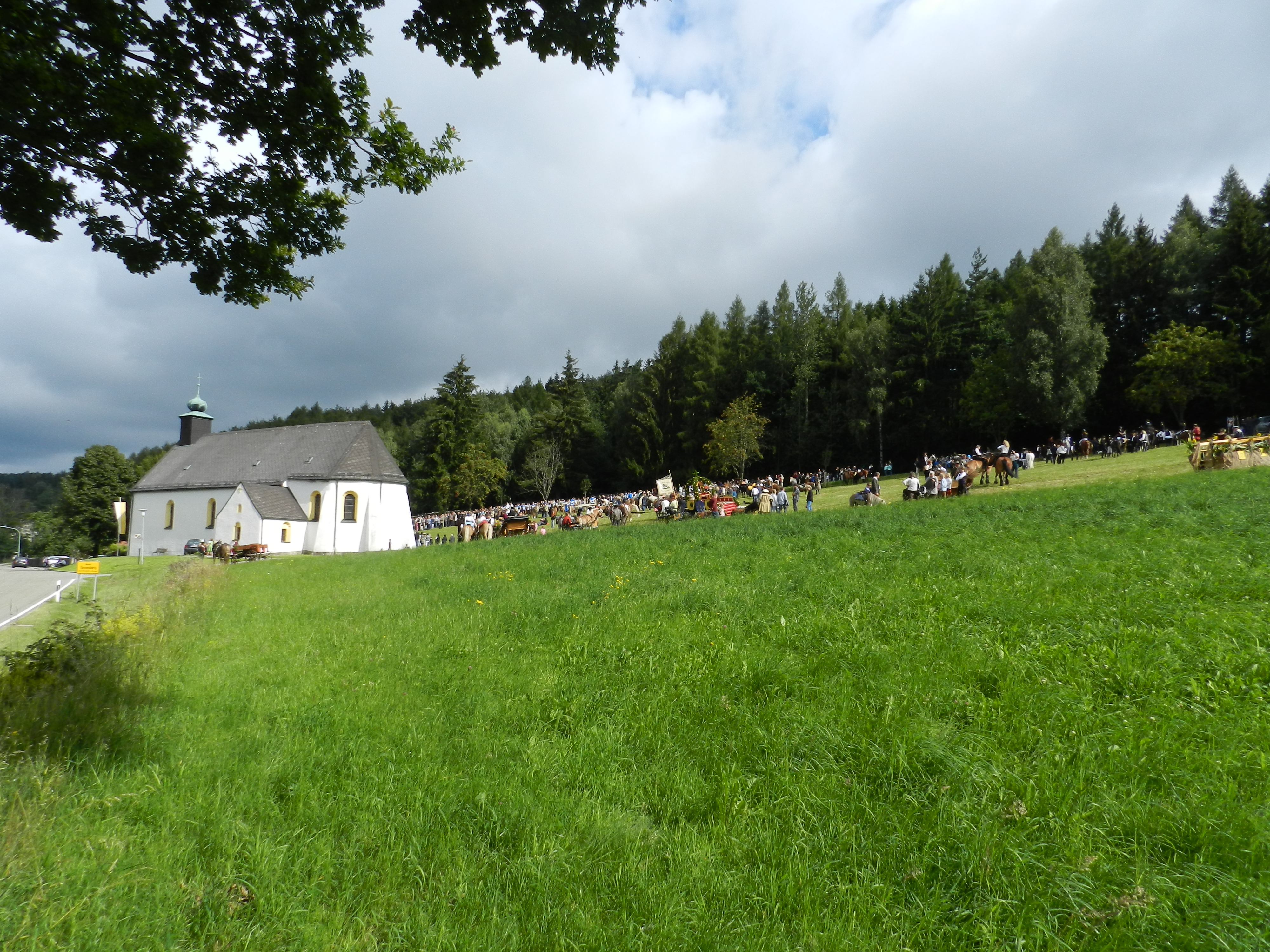
Jodokritt (2011)
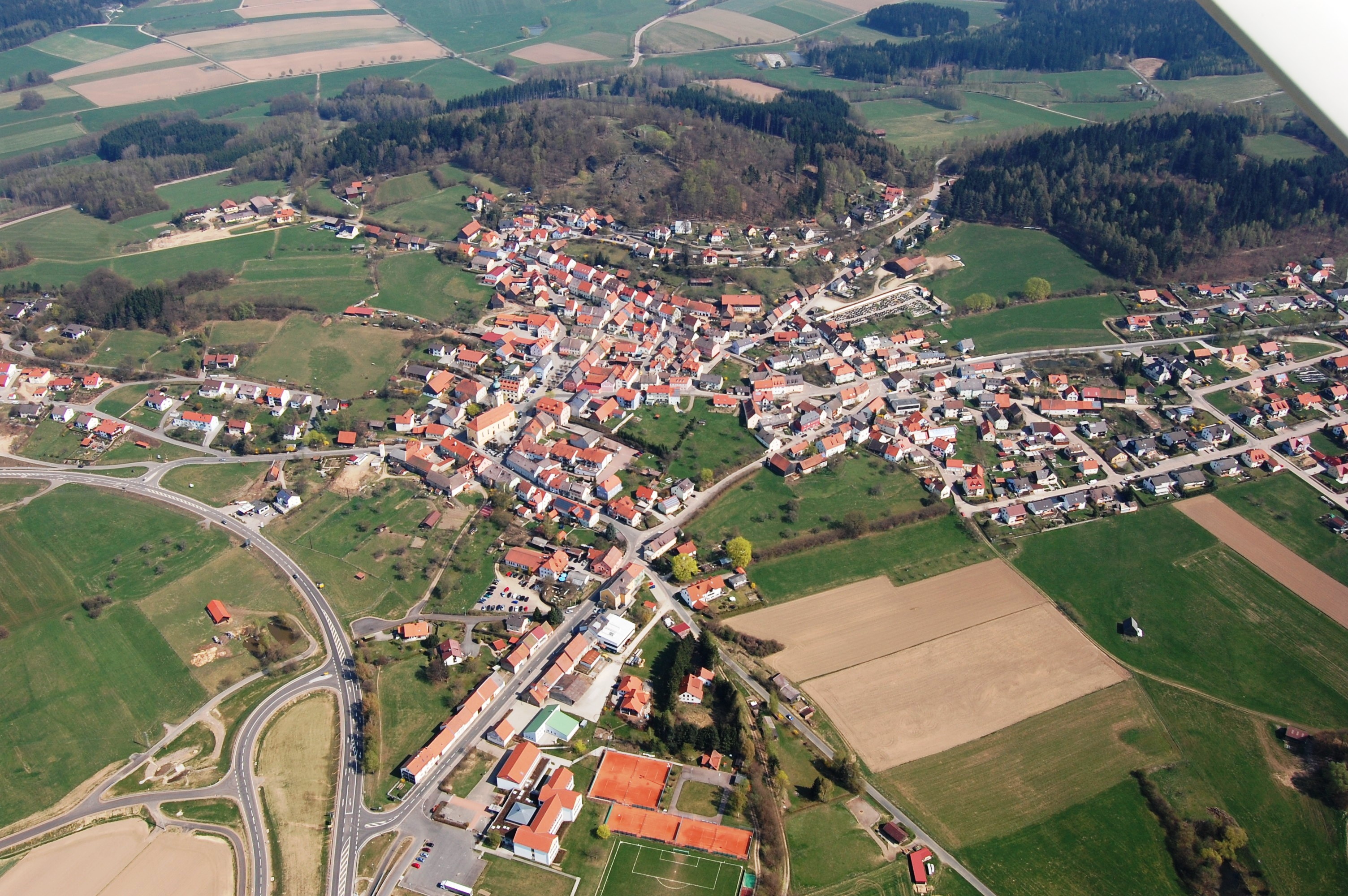
Gesamtansicht Markt Tännesberg